# Dīmītrīs Agravanīs
Dīmītrīs Agravanīs (in greco Δημήτρης Αγραβάνης?; Atene, 20 dicembre 1994) è un cestista greco.
È il fratello di Iōannīs, a sua volta cestista.

## Carriera
È stato selezionato dagli Atlanta Hawks al secondo giro del Draft NBA 2015 (59ª scelta assoluta).

## Palmarès
- Campionato greco: 2

Olympiacos: 2014-15, 2015-16
- Supercoppa greca: 1

Promitheas Patrasso: 2020
- Coppa Intercontinentale: 1

Olympiacos: 2013